# 9M14 Maljutka
9M14 Maljutka (NATO naziv: AT-3 Sagger) sovjetska je protuoklopna raketa s MCLOS (izvorno) navođenjem. Prva je sovjetska POVR namijenjena uporabi u pješačkim postrojbama.

## Vanjske poveznice
|  | Zajednički poslužitelj ima još gradiva o temi 9M14 Maljutka |